# Філадельфія (селище, Нью-Йорк)
Філадельфія (англ. Philadelphia) — селище (англ. village) в США, в окрузі Джефферсон штату Нью-Йорк. Населення — 1098 осіб (2020).

## Географія
Філадельфія розташована за координатами 44°9′15″ пн. ш. 75°42′34″ зх. д. / 44.15417° пн. ш. 75.70944° зх. д. (44.154215, -75.709570).  За даними Бюро перепису населення США в 2010 році селище мало площу 2,34 км², уся площа — суходіл. В 2017 році площа становила 2,48 км², уся площа — суходіл.

## Демографія
Згідно з переписом 2010 року, у селищі мешкали 1252 особи в 493 домогосподарствах у складі 337 родин. Густота населення становила 535 осіб/км².  Було 545 помешкань (233/км²).
Расовий склад населення:
| - 84,2 % — білих - 6,5 % — чорних або афроамериканців - 1,5 % — азіатів - 0,9 % — вихідців з тихоокеанських островів - 0,4 % — корінних американців - 1,4 % — осіб інших рас |

До двох чи більше рас належало 5,2 %. Частка іспаномовних становила 6,2 % від усіх жителів.
За віковим діапазоном населення розподілялося таким чином: 31,5 % — особи молодші 18 років, 59,6 % — особи у віці 18—64 років, 8,9 % — особи у віці 65 років та старші. Медіана віку мешканця становила 27,9 року. На 100 осіб жіночої статі у селищі припадало 87,7 чоловіків;  на 100 жінок у віці від 18 років та старших — 81,6 чоловіків також старших 18 років.
Середній дохід на одне домашнє господарство  становив 57 409 доларів США (медіана — 46 071), а середній дохід на одну сім'ю — 66 690 доларів (медіана — 51 131). Медіана доходів становила 42 143 долари для чоловіків та 37 375 доларів для жінок. За межею бідності перебувало 17,6 % осіб, у тому числі 17,9 % дітей у віці до 18 років та 0,0 % осіб у віці 65 років та старших.
Цивільне працевлаштоване населення становило 425 осіб. Основні галузі зайнятості: освіта, охорона здоров'я та соціальна допомога — 35,3 %, роздрібна торгівля — 17,6 %, науковці, спеціалісти, менеджери — 11,8 %, мистецтво, розваги та відпочинок — 6,8 %.